# Hallucigenia
Hallucigenia es un género extinto de animales del Cámbrico similares a gusanos conocidos por fósiles articulados en yacimientos tipo Burgess Shale en Canadá y China, y por espinas aisladas en todo el mundo. El nombre genérico refleja el aspecto inusual de Hallucigenia sparsa, la especie tipo, y la excéntrica historia de estudio; cuando se describió por primera vez, H. sparsa fue reconstruida como un enigmático animal con el dorso hacia abajo y con la zona posterior como cabeza. Hallucigenia se reconoció posteriormente como parte de los lobópodos, un grupo de panartrópodos del Paleozoico.

## Descripción

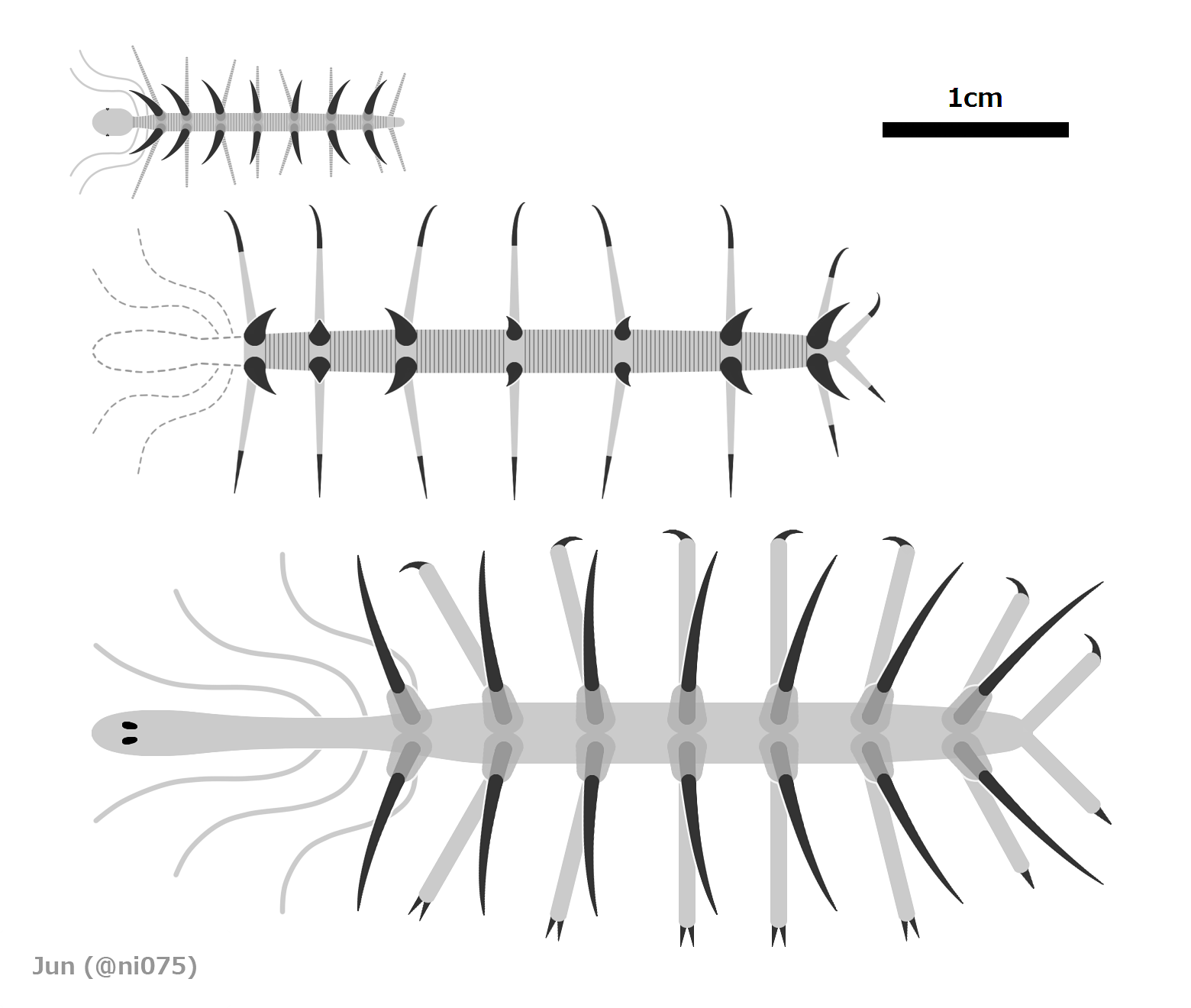
Reconstrucciones diagramáticas de H. fortis, H. hongmeia, y H. sparsa a escala

Hallucigenia es un animal tubular de 0,5-5,5 cm de longitud con hasta diez pares de patas delgadas (lobópodos). Los primeros 2 o 3 pares de patas son delgados y sin rasgos, mientras que los 7 u 8 pares restantes terminan cada uno con 1 o 2 garras. Por encima de la región del tronco hay 7 pares de escleritos cónicos rígidos (espinas) que corresponden a los pares de patas 3 a 9. El tronco no tiene rasgos (en H. sparsa) o está dividido por anulaciones heterónomas (en H. fortis y H. hongmeia). El extremo de la "cabeza" y de la "cola" del animal son difíciles de identificar; uno de los extremos se extiende a cierta distancia más allá de las patas y a menudo cae hacia abajo como si quisiera alcanzar el suelo. Algunos ejemplares muestran restos de un intestino simple.
Las investigaciones realizadas a mediados de la década de 2010 aclararon que el extremo más largo es una cabeza con boca anteroventral y al menos un par de ojos simples. La forma de la cabeza difiere entre las especies: alargada en H. sparsa y redondeada en H. fortis, mientras que la de H. hongmeia siguen siendo desconocida. Al menos en H. sparsa, la cabeza posee dientes radiales y faríngeos dentro de la parte delantera de la tripa.
Las espinas de Hallucigenia están formadas por uno a cuatro elementos anidados. La superficie de las espinas de H. sparsa está cubierta de un ornamento de diminutas "escamas" triangulares, mientras que la superficie de las espinas de H. hongmeia tiene una textura similar a una red de aberturas circulares microscópicas, que pueden interpretarse como restos de papilas.

## Historia de estudio
Hallucigenia fue descrita originalmente por Charles Walcott como una especie del gusano poliqueto Canadia. En su redescripción del organismo en 1977, Simon Conway Morris reconoció al animal como algo muy distinto, estableciendo el nuevo género. No se disponía de ningún espécimen que mostrara ambas filas de patas, por lo que Conway Morris reconstruyó el animal caminando sobre sus espinas, con su única fila de patas interpretada como tentáculos en la espalda del animal. Una mancha oscura en un extremo del animal se interpretó como una cabeza sin rasgos. Sólo los tentáculos delanteros podían llegar fácilmente a la "cabeza", lo que significa que una boca en la cabeza tendría que alimentarse pasando comida a lo largo de la línea de tentáculos. Conway Morris sugirió que un tubo hueco dentro de cada uno de los tentáculos podría ser una boca, lo que planteó preguntas, como por ejemplo cómo caminaría con las patas rígidas, pero se aceptó como la mejor interpretación disponible.
Una interpretación alternativa consideraba que Hallucigenia era un apéndice de un animal más grande y desconocido. Ya existía un precedente, ya que Anomalocaris había sido identificado originalmente como tres criaturas separadas antes de ser identificado como una sola criatura enorme (para su época) de 1 metro de largo.

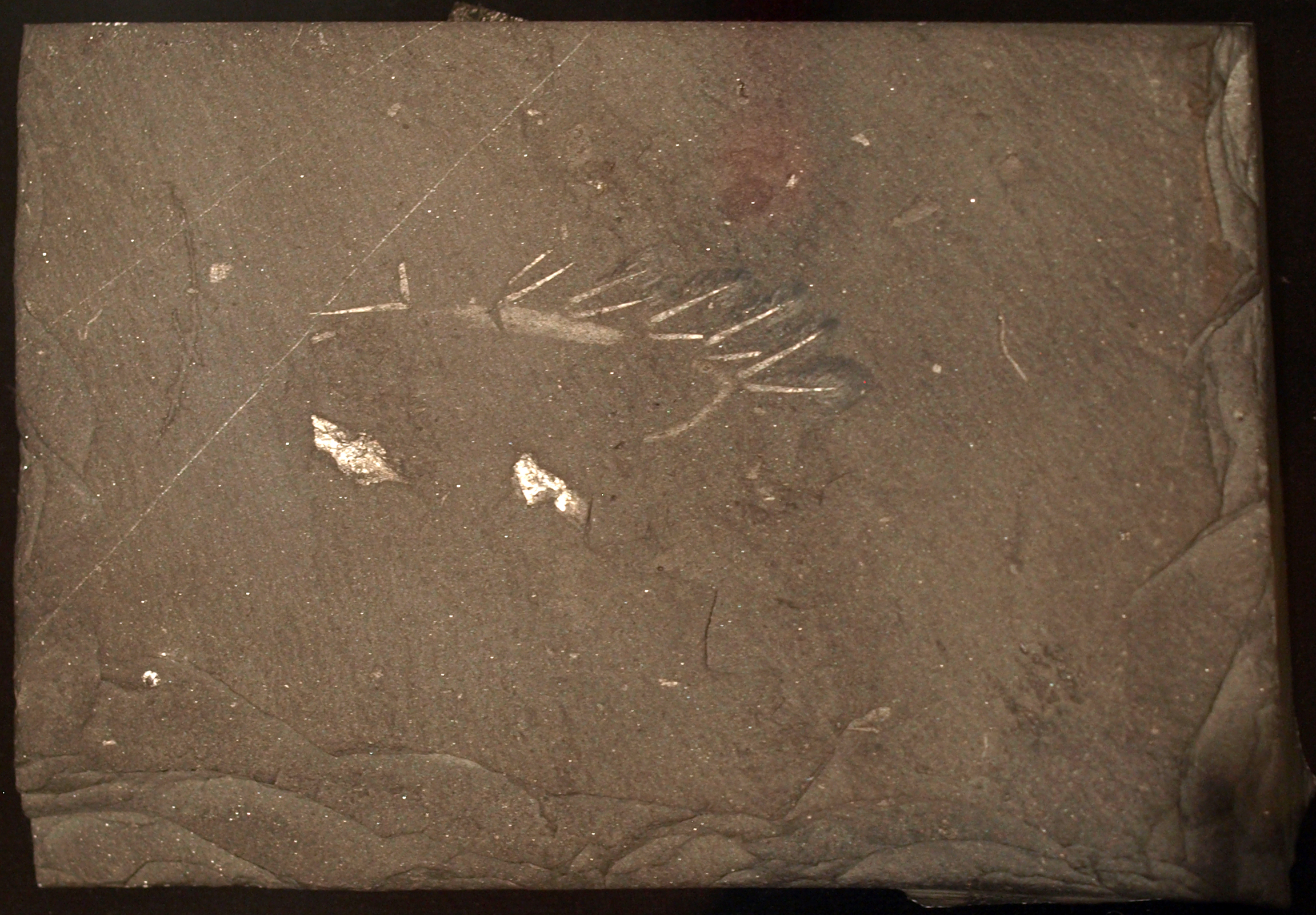
Espécimen con espinas obvias

En 1991, Lars Ramskold y Hou Xianguang, trabajando con especímenes adicionales de un "halucigénido", Microdictyon, de los esquistos de Maotianshan del Cámbrico inferior de China, reinterpretaron a Hallucigenia como un lobópodo, un taxón parecido a un gusano con patas que en su momento se pensaba que estaba relacionado exclusivamente con los onicóforos.  Al reconstruir al animal, le dieron la vuelta, interpretando los tentáculos, que según ellos estaban emparejados, como estructuras para caminar y las espinas como estructuras protectoras. La preparación posterior de los especímenes fósiles demostró que las "segundas patas" estaban enterradas en un ángulo con respecto al plano a lo largo del cual la roca se había dividido, y podían revelarse retirando el sedimento suprayacente. Ramskold y Hou también creen que la "cabeza" en forma de mancha es en realidad una mancha que aparece en muchos especímenes, y no una porción preservada de la anatomía. Esta mancha podría ser en realidad fluido en descomposición que fue explusado en la muerte del animal.

## Afinidades

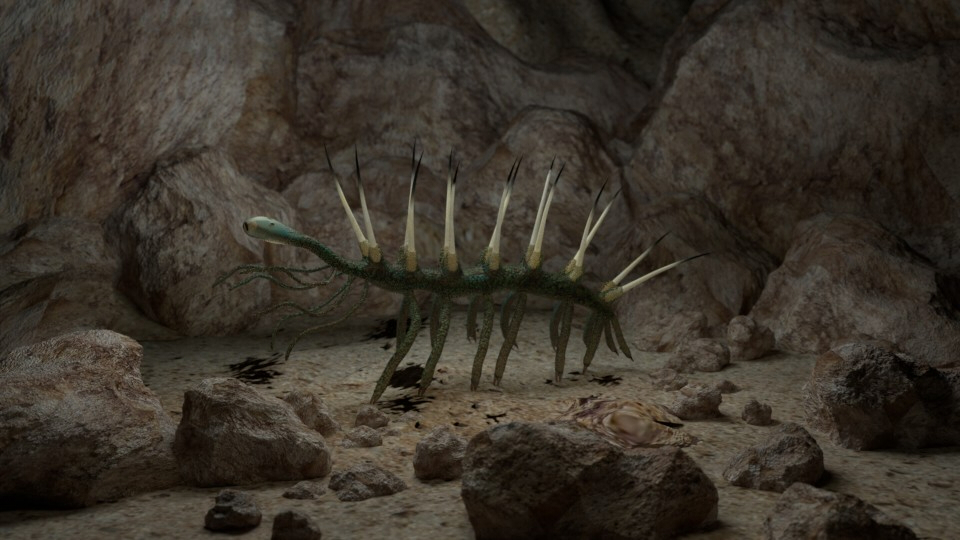
Reconstrucción de H. sparsa

Desde las revisiones realizadas en torno a la década de 1990, Hallucigenia es incuestionablemente un lobópodo panartrópodo, aunque la relación con otros panartrópodos sigue siendo controvertida. Durante mucho tiempo se ha interpretado que Hallucigenia es un onicóforo troncal, una posición que ha encontrado apoyo en múltiples análisis filogenéticos. Un carácter clave que demuestra esta afinidad es la construcción cono-en-cono de las garras de Hallucigenia, un rasgo compartido sólo con los onicóforos modernos. Por otro lado, algunos análisis apoyan más bien la posición de Hallucigenia como un panartrópodo basal fuera de los onicóforos troncales. Bajo este escenario, la estructura cono-en-cono compartida entre Hallucigenia y los onicóforos representa una plesiomorfía panartrópoda. Hallucigenia también exhibe ciertos caracteres heredados de los ecdisozoos ancestrales, pero perdidos en los onicóforos modernos - en particular su armadura distintiva del intestino anterior.
A continuación se muestra un cladograma para Hallucigenia según Yang et al., 2015:

|                | Hallucigenia hongmeia                                                                             |
|                |                                                                                                   |
| Luolishaniidae | \| \| Acinocricus \| \| \| \| \| \| Luolishania \| \| \| \| \| \| Collinsium ciliosum \| \| \| \| |
|                | \| \| Acinocricus \| \| \| \| \| \| Luolishania \| \| \| \| \| \| Collinsium ciliosum \| \| \| \| |
|                | Acinocricus                                                                                       |
|                |                                                                                                   |
|                | Luolishania                                                                                       |
|                |                                                                                                   |
|                | Collinsium ciliosum                                                                               |
|                |                                                                                                   |

|  | Acinocricus         |
|  |                     |
|  | Luolishania         |
|  |                     |
|  | Collinsium ciliosum |
|  |                     |

|                | Hallucigenia hongmeia                                                                             |
|                |                                                                                                   |
| Luolishaniidae | \| \| Acinocricus \| \| \| \| \| \| Luolishania \| \| \| \| \| \| Collinsium ciliosum \| \| \| \| |
|                | \| \| Acinocricus \| \| \| \| \| \| Luolishania \| \| \| \| \| \| Collinsium ciliosum \| \| \| \| |
|                | Acinocricus                                                                                       |
|                |                                                                                                   |
|                | Luolishania                                                                                       |
|                |                                                                                                   |
|                | Collinsium ciliosum                                                                               |
|                |                                                                                                   |

|  | Acinocricus         |
|  |                     |
|  | Luolishania         |
|  |                     |
|  | Collinsium ciliosum |
|  |                     |

|                | Hallucigenia hongmeia                                                                             |
|                |                                                                                                   |
| Luolishaniidae | \| \| Acinocricus \| \| \| \| \| \| Luolishania \| \| \| \| \| \| Collinsium ciliosum \| \| \| \| |
|                | \| \| Acinocricus \| \| \| \| \| \| Luolishania \| \| \| \| \| \| Collinsium ciliosum \| \| \| \| |
|                | Acinocricus                                                                                       |
|                |                                                                                                   |
|                | Luolishania                                                                                       |
|                |                                                                                                   |
|                | Collinsium ciliosum                                                                               |
|                |                                                                                                   |

|  | Acinocricus         |
|  |                     |
|  | Luolishania         |
|  |                     |
|  | Collinsium ciliosum |
|  |                     |

|                | Hallucigenia hongmeia                                                                             |
|                |                                                                                                   |
| Luolishaniidae | \| \| Acinocricus \| \| \| \| \| \| Luolishania \| \| \| \| \| \| Collinsium ciliosum \| \| \| \| |
|                | \| \| Acinocricus \| \| \| \| \| \| Luolishania \| \| \| \| \| \| Collinsium ciliosum \| \| \| \| |
|                | Acinocricus                                                                                       |
|                |                                                                                                   |
|                | Luolishania                                                                                       |
|                |                                                                                                   |
|                | Collinsium ciliosum                                                                               |
|                |                                                                                                   |

|  | Acinocricus         |
|  |                     |
|  | Luolishania         |
|  |                     |
|  | Collinsium ciliosum |
|  |                     |

|                | Hallucigenia hongmeia                                                                             |
|                |                                                                                                   |
| Luolishaniidae | \| \| Acinocricus \| \| \| \| \| \| Luolishania \| \| \| \| \| \| Collinsium ciliosum \| \| \| \| |
|                | \| \| Acinocricus \| \| \| \| \| \| Luolishania \| \| \| \| \| \| Collinsium ciliosum \| \| \| \| |
|                | Acinocricus                                                                                       |
|                |                                                                                                   |
|                | Luolishania                                                                                       |
|                |                                                                                                   |
|                | Collinsium ciliosum                                                                               |
|                |                                                                                                   |

|  | Acinocricus         |
|  |                     |
|  | Luolishania         |
|  |                     |
|  | Collinsium ciliosum |
|  |                     |

|                | Hallucigenia hongmeia                                                                             |
|                |                                                                                                   |
| Luolishaniidae | \| \| Acinocricus \| \| \| \| \| \| Luolishania \| \| \| \| \| \| Collinsium ciliosum \| \| \| \| |
|                | \| \| Acinocricus \| \| \| \| \| \| Luolishania \| \| \| \| \| \| Collinsium ciliosum \| \| \| \| |
|                | Acinocricus                                                                                       |
|                |                                                                                                   |
|                | Luolishania                                                                                       |
|                |                                                                                                   |
|                | Collinsium ciliosum                                                                               |
|                |                                                                                                   |

|  | Acinocricus         |
|  |                     |
|  | Luolishania         |
|  |                     |
|  | Collinsium ciliosum |
|  |                     |

|                | Hallucigenia hongmeia                                                                             |
|                |                                                                                                   |
| Luolishaniidae | \| \| Acinocricus \| \| \| \| \| \| Luolishania \| \| \| \| \| \| Collinsium ciliosum \| \| \| \| |
|                | \| \| Acinocricus \| \| \| \| \| \| Luolishania \| \| \| \| \| \| Collinsium ciliosum \| \| \| \| |
|                | Acinocricus                                                                                       |
|                |                                                                                                   |
|                | Luolishania                                                                                       |
|                |                                                                                                   |
|                | Collinsium ciliosum                                                                               |
|                |                                                                                                   |

|  | Acinocricus         |
|  |                     |
|  | Luolishania         |
|  |                     |
|  | Collinsium ciliosum |
|  |                     |

|                | Hallucigenia hongmeia                                                                             |
|                |                                                                                                   |
| Luolishaniidae | \| \| Acinocricus \| \| \| \| \| \| Luolishania \| \| \| \| \| \| Collinsium ciliosum \| \| \| \| |
|                | \| \| Acinocricus \| \| \| \| \| \| Luolishania \| \| \| \| \| \| Collinsium ciliosum \| \| \| \| |
|                | Acinocricus                                                                                       |
|                |                                                                                                   |
|                | Luolishania                                                                                       |
|                |                                                                                                   |
|                | Collinsium ciliosum                                                                               |
|                |                                                                                                   |

|  | Acinocricus         |
|  |                     |
|  | Luolishania         |
|  |                     |
|  | Collinsium ciliosum |
|  |                     |

## Diversidad
En 2002, Desmond Collins sugirió de manera informal que los nuevos fósiles de Hallucigenia del esquisto de Burgess mostraban formas masculinas y femeninas, una con "un tronco rígido, un cuello robusto y una cabeza globular" y la otra más delgada y con una cabeza pequeña.
Se han descrito tres especies de Hallucigenia. El primer espécimen, Hallucigenia sparsa, fue descubierto en Canadá. Otras dos especies, H. fortis y H. hongmeia, están representadas por los fósiles de los esquistos de Maotianshan en Chengjiang.

## Distribución
Hallucigenia se describió por primera vez en el esquisto de Burgess del sureste de la Columbia Británica, Canadá. Se conocen 109 especímenes de Hallucigenia en el Lecho de Filópodos Mayor, donde constituyen el 0,3% de la comunidad. Hallucigenia también forma un componente menor de los lagerstätten chinos. Sin embargo, las espinas aisladas de halucigénidos están ampliamente distribuidas en series de yacimientos cámbricos, conservadas tanto como fósiles carbonáceos como mineralizados.